# Sant Miquel del Soler de Dalt
Sant Miquel del Soler de Dalt, és una església romànica del municipi d'Odèn, a la comarca del Solsonès. És un monument protegit i inventariat dins el Patrimoni Arquitectònic Català. És coneguda també com a Sant Miquel del Soler de Munt.

## Situació
Al peu meridional de l'imponent bloc calcari del Puig Sobirà, al sud de la Serra del Port del Comte, s'estén una potent massa de conglomerats que han estat fortament i fàcilment erosionats per les aigües dels torrents que baixen de les parts més altes cap al fons de la riera de Canalda. El resultat és un país amb profunds barrancs on domina la roca nua i on difícilment es poden trobar llocs amb sòls prou profunds per poder-los conrear. Per això no abunden les masies en aquesta zona.
Això no obstant, al sector més occidental, aprofitant una carena convenientment abancalada, trobarem dues masies aplegades: el Soler de Baix i el Soler de Dalt. Un lloc solitari, sota la Roca Gran de Puig Sobirà i dominant la vall del riu d'Odèn que baixa de la raconada del Montnou. A poca distància s'aixeca l'església de Sant Miquel, molt ben arranjada.
El lloc està sota mateix de la carretera L-401 de Pont d'Espia a Coll de Jou. Al punt quilomètric 32,8 (42° 7′ 10.65″ N, 1° 28′ 40.74″ E / 42.1196250°N,1.4779833°E) s'ha de prendre la pista que baixa al sud. Després d'1,3 km hi arribarem. És punt de pas del GR 1 o Sender Històric, sender de gran recorregut que travessa el Prepirineu català des de Sant Martí d'Empúries fins al Pont de Muntanyana. També se'l coneix amb el nom de Sender Transversal.

## Descripció
Tot i que l'edifici fou usat com a magatzem, ha estat restaurat i se n'ha conservat l'estructura amb una nau de planta rectangular coberta amb volta apuntada i coronada per un absis semicircular, el qual s'obre a la nau per un arc pre-absidal sostingut per dues columnes amb capitell. La construcció, que palesa les tècniques pròpies del segle xii, té un parament de grans carreus ben tallats i disposats en filades regulars.

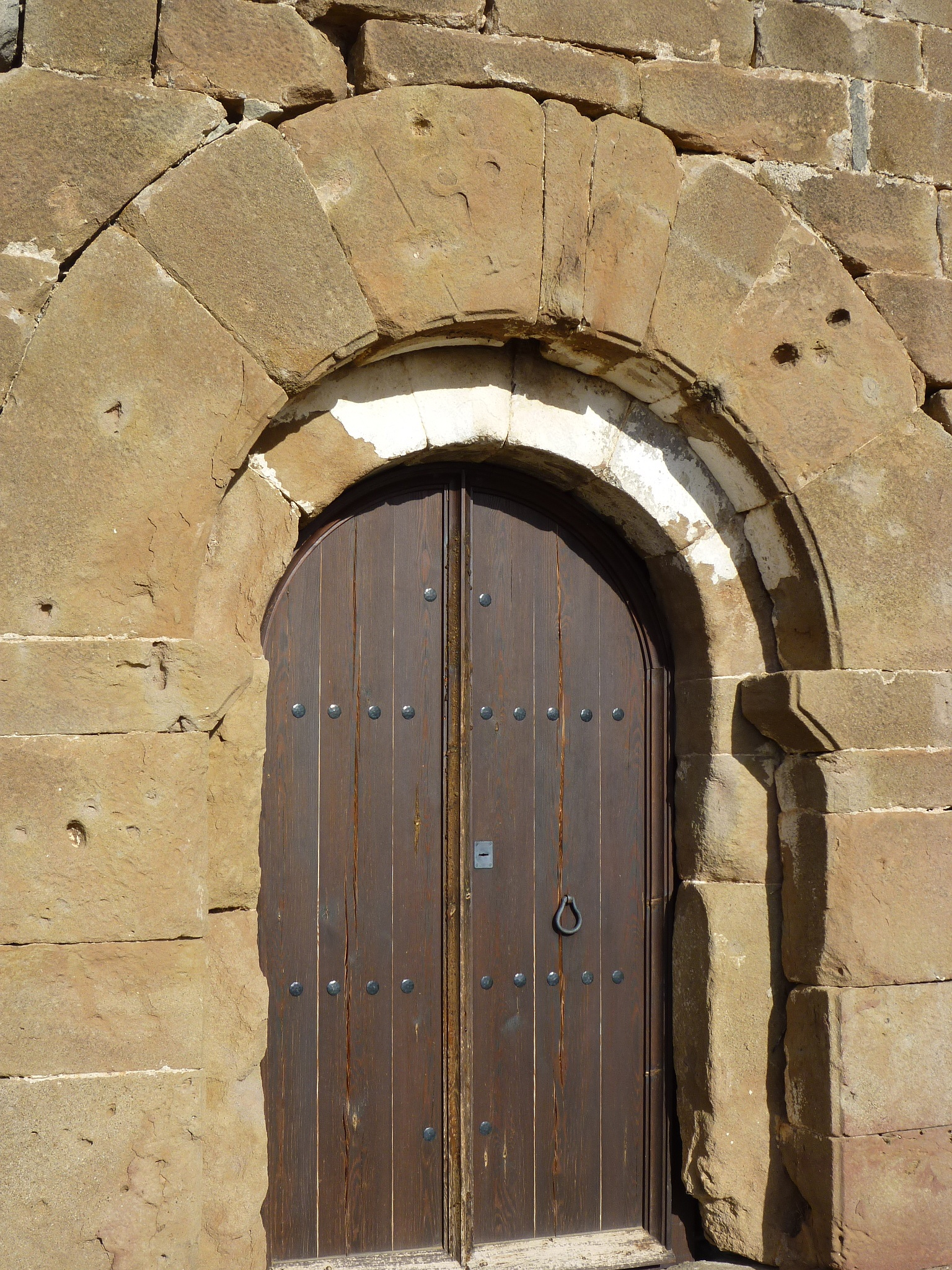
Porta d'entrada

La banda sud de l'absis descansa sobre un podi de pedra natural. La cornisa és conformada per un seguit de pedres trapezoidals, bisellades i decorades. És interessant la porta de doble arcada situada al mur S. A l'interior és coronada per un arc rebaixat, mentre que a l'exterior ho és amb un arc de mig punt, amb dovelles de mides diferents. Una de les dovelles contraclau és decorada amb una figura humana en relleu, de cap rodó, que té les mans recolzades a la cintura i els braços molt arrodonits. Va vestida amb una túnica llarga fins al turmell, cenyida a la cintura i amb la faldilla acampanada. L'aresta de la porta és resseguida per una motllura decorada, a l'intradós de l'arc, amb boles petites, algunes de molt malmeses o desaparegudes. L'absis té una finestra ornamentada de doble esqueixada, d'arc de mig punt treballat sobre una pedra monolítica. A l'interior la finestra té la mateixa estructura que a l'exterior. El frontis té una finestra cruciforme molt irregular, construïda per l'absència de dos carreus. Una característica destacable és que conserva encara la coberta de lloses.

## Notícies històriques
No se'n coneixen notícies històriques. L'església és sufragània de la parroquial de Santa Cecília d'Odèn